# Il giorno della vendetta (fumetto)
Il Giorno della Vendetta (Day of Vengeance) è una miniserie a fumetti scritta da Bill Willingham e disegnata da Justiniano e Walden Wong, pubblicata nel 2005 dalla DC Comics.

## Storia editoriale
Day of Vengeance è una delle quattro miniserie che fungono da prologo e preludio agli eventi narrati in Crisi infinita. La storia si concentra sullo Spettro e altri esseri magici dell'Universo DC, specialmente su un gruppo di eroi formatosi frettolosamente chiamato Shadowpact. La serie possiede dei collegamenti ad altre serie in pubblicazione, inclusi JSA n. da 73 a 76 e Blood of the Demon n. 6.
Gli eventi di questa serie furono preceduti da una storia che vedeva l'alleanza tra Superman e Capitan Marvel descritta in Action Comics n. 826, Adventures of Superman n. 639 e Superman n. 216.

## Trama

### La seduzione dello Spettro
Jean Loring, ex moglie di Ray Palmer (l'Atomo della Silver Age) e assassina di Sue Dibny nella serie del 2004 Crisi d'Identità, si è trasformata nella nuova identità di Eclipso grazie ad alcune forze sconosciute. Loring fuggì dalla sua cella al Manicomio di Arkham verso una destinazione sconosciuta. Nel frattempo, lo Spettro, la vendicativa mano destra di Dio, si trovava adesso senza un ospite fin dalla resurrezione di Hal Jordan. Eclipso mise subito lo Spettro contro la magia, dichiarandola la fonte del male. Lo Spettro, così, decise di cancellare tutta la magia dall'universo.

### Lo Shadowpact
Essendo stata lei stessa testimone del primo attacco dello Spettro, Enchantress convocò Ragman alla Foresta della Nebbia perché la salvasse dallo Spettro, che aveva già sconfitto e ucciso "settecento stregoni" che stavano avendo un incontro informale. Nel frattempo che un altro stregone fece da esca, i due si ritirarono all'Oblivion Bar, un bar tra le dimensioni dove gli esseri dotati di poteri magici si incontravano per scambiarsi storie di guerra. Il soggetto del giorno al bar era, ovviamente, lo Spettro e il suo attacco alla magia in scala mondiale. Il barista è Jim Rook (Nightmaster) e il buttafuori è Blue Devil. Quando Enchantress proclamò che il mondo magico avrebbe avuto bisogno di una presa di posizione contro lo Spettro, non ebbe nessuno che fosse d'accordo con lei, a parte il Detective Chimp.
Detective Chimp rivelò che lo Straniero Fantasma, uno dei più grandi maghi che Ragman credette in grado di prendersi la responsabilità di questa battaglia (gli altri menzionati nel locale furono il Dottor Fate e Madame Xanadu), venne tramutato in un topo, enfatizzando l'importanza di sconfiggere lo Spettro. A questi 5 si unì Nightshade e insieme formarono gli Shadowpact, allorché decisero tutti insieme di combattere lo Spettro. Mentre i mistici pianificavano l'attacco, l'antico Mago Shazam reclutò il suo campione, Capitan Marvel in uno scontro diretto contro lo Spettro. Sia Dottor Fate che Madame Xanadu furono entrambi resi impotenti dallo Spettro: il primo venne imprigionato nella dimensione all'interno del suo elmetto, mentre la seconda venne accecata disabilitando la sua abilità di interpretazione della magia.

### La prima battaglia
Attraverso Enchantress, il gruppo, poi nominato Shadowpact, seppe che lo Spettro venne sedotto e corrotto da Eclipso. Il loro piano era essenzialmente una missione suicida, cioè trovare lo Spettro (e quindi Eclipso), attaccare Eclipso con l'effetto sorpresa e ucciderla, sperando così di liberare lo Spettro dalla sua influenza. Come Enchantress, Blue Devil, Ragman e Nightmaster si teleportarono, giunsero sul luogo in cui Capitan Marvel stava combattendo una battaglia del tipo "magia contro spirito", che diede al nuovo gruppo il tempo necessario di trovare Eclipso mentre lo Spettro era distratto. Sperando di dare a Marvel più tempo per trattenere lo Spettro (cosa che avrebbe dato agli Shadowpact più tempo per trovare Eclipso), Enchantress deviò tutta l'energia magica prima di tutto da sé stessa, poi da tutti gli altri mistici intorno al mondo, inclusi eroi come Alan Scott, Zatanna, lo Straniero Fantasma (nella sua forma da roditore); da criminali come Blackbriar Thorn; ed infine, da mortali comuni con un pizzico di potere magico, da aggiungere alla magia già posseduta da Capitan Marvel. Nel frattempo, il Detective Chimp e Nightshade lavorarono su un piano di contingenza tentando di reclutare Black Alice, una ragazza con il potere di prendere in prestito le abilità magiche altrui per brevi periodi di tempo, lasciando il suo obiettivo senza poteri. Lo Shadowpact sconfisse Eclipso quando Blue Devil la infilzò con il suo tridente di Lucifero mentre Capitan Marvel sembrava avere la meglio sullo Spettro, grazie alle decine di migliaia di mistici che lo supportavano. Tuttavia, lo sforzo ottenuto nel mettere insieme una tale quantità d'energia magica portò temporaneamente Enchantress alla pazzia, che spezzò, quindi, il suo legame con Capitan Marvel per potersi battere contro i suoi stessi compagni. La forza di Capitan Marvel cedette, che venne miseramente battuto dallo Spettro. Questi, ora visibilmente stremato, salvò Eclipso, mentre questa utilizzò il poco potere rimastole per far volare entrambi lontano verso la salvezza. Blue Devil colpì Enchantress facendola svenire, e lo Shadowpact ritornò all'Oblivion Bar con Capitan Marvel nel gruppo, sorpreso di essere vivo, e stupefatto di aver battuto, sebbene temporaneamente, lo Spettro.

### Il secondo piano
Lo Shadowpact, insieme a Black Alice, decise il nuovo piano d'azione: avrebbero ucciso lo Spettro e sconfitto Eclipso prima che potessero completare la loro vendetta sulla magia, utilizzando l'abilità di Black Alice di rubare il potere altrui. Il piano aveva un intoppo, però, poiché il debole Spettro si rivelò essere uno spirito vuoto che non poteva essere ferito. Durante la breve possessione dei poteri dello Spettro, Black Alice li utilizzò per aiutare Nightshade a inviare Eclipso nell'orbita perpetua intorno al Sole, cosa che avrebbe indebolito sensibilmente i suoi poteri.
Capitan Marvel, nel frattempo, ritornò alla Roccia dell'Eternità, dove il Mago Shazam si rivelò essere pronto ad affrontare lo Spettro. Lo Spettro, ripresosi dalla precedente battaglia, si recò presso la Roccia dell'Eternità dove si batté contro il Mago Shazam, e trasformò Marvel in Billy Batson, il suo alter ego, per tenerlo lontano. Lo Straniero Fantasma, ritornato alla sua precedente forma umana, utilizzò i suoi poteri per permettere agli Shadowpact e a Black Alice di guardare la battaglia tra Shazam e lo Spettro dalla Terra. Dopo che sembrò che Shazam ebbe battuto il suo avversario, lo Spettro si riprese, prosciugò il Mago dei suoi poteri, e lo uccise. La Roccia dell'Eternità cominciò a disintegrarsi, e viaggiò attraverso numerose dimensioni fino a comparire sopra il cielo di Gotham City, dove esplose in "un miliardo di pezzi".

### Conclusione
La distruzione della Roccia dell'Eternità liberò un numero incalcolabile di esseri di magia malvagia sul mondo, e tra di loro le sette incarnazioni dei Sette Peccati Mortali dell'Uomo, che furono precedentemente intrappolati in sette statue di roccia nella sala del trono di Shazam. Lo scarabeo mistico appartenente al Blue Beetle originale, che Shazam aveva acquisito dal suo successore, Ted Kord, atterrò ad El Paso, Texas. Si vide poi Billy Batson cadere dalla Roccia dell'Eternità verso Gotham, incapace di ricordare la sua parola magica. La scena si ricollega direttamente a Crisi infinita n. 1. Lo Shadowpact, nel frattempo, accettò di continuare a combattere, ma senza l'aiuto di Black Alice, che essendo un'adolescente, volle ritornare a casa.

### Day of VengeanceSpecial: La nona era della magia
In Day of Vengeance: Infinite Crisis Special, Zatanna guidò un gruppo di eroi magici per ricostruire la Roccia dell'Eternità mentre gli Shadowpact recuperavano i Sette Peccati Mortali. Lo Spettro, invece, uccise Nabu; tuttavia, la severità di quest'azione venne notata dalla Presenza, che quindi inviò lo Spettro in un nuovo ospite come punizione per le sue azioni.
Dopo la ricostruzione della Roccia dell'Eternità, fu detto a Capitan Marvel che sarebbe dovuto rimanervi all'interno per mantenere lei, e le forze al suo interno, stabile. Nightshade venne rapita da Felix Faust su ordine della Società segreta dei supercriminali. Agli eroi viene detto da Nabu che la Nona Era della Magia era al termine, e che la Decima Era pronta a cominciare. Prima di alloggiare per sempre nella Roccia dell'Eternità, Capitan Marvel scaraventò l'elmetto di Nabu dalla Roccia su invito del Detective Chimp, lasciando che fosse il fato a decidere che sarebbe dovuto divenire il successivo Dottor Fate.

## Raccolte in volume
La serie ed altri fumetti furono collezionati in un volume autoconclusivo:
- Day of Vengeance (contiene Day of Vengeance n. da 1 a 6, Action Comics n. 826, Adventures of Superman n. 639 e Superman n. 216, 224 pagine, dicembre 2005, ISBN 1-4012-0840-1)[1].

Lo special autoconclusivo fu inserito in Infinite Crisis Companion (ISBN 1-4012-0922-X).

## La magia nell'universo DC
È da notare che il termine di "magia" nei fumetti DC non ha lo stesso significato dei fumetti Vertigo, nonostante i precedenti crossover. Grant Morrison affermò che l'autore Michael Moorcock scrisse la "Bibbia della Magia" per la DC Comics, descrivendo come lavora la magia e come interagiscono i personaggi magici. Venne mostrato un nuovo aspetto chiave di questa nuova magia, dove c'è un costo da associare all'utilizzo della magia. Crisi infinita n. 6 presenta una scena dove molti mistici e esseri magici convocano lo Spettro a Stonehenge, solo per fargli uccidere un membro delle Star Sapphire prima di scomparire. L'alba della Decima Era della Magia sarebbe comparsa nella nuova serie Shadowpact.